# Dario Kreiker
Dario Kreiker (7 gennaio 2003) è un calciatore austriaco, centrocampista dello Stripfing in prestito dall'Austria Vienna.

## Carriera

### Club
Approdato all'Austria Vienna nel 2021, ha esordito in prima squadra il 19 febbraio 2022, nella partita di campionato vinta per 2-0 contro l'Hartberg. Il 22 marzo seguente prolunga con i Violetti fino al 2026.

### Nazionale
Ha giocato nella nazionale austriaca Under-21.

## Statistiche

### Presenze e reti nei club
Statistiche aggiornate al 28 ottobre 2022.
| Stagione                 | Squadra                  | Campionato               | Campionato | Campionato | Coppe nazionali | Coppe nazionali | Coppe nazionali | Coppe continentali | Coppe continentali | Coppe continentali | Altre coppe | Altre coppe | Altre coppe | Totale | Totale | Totale |
| Stagione                 | Squadra                  | Comp                     | Pres       | Reti       | Comp            | Pres            | Reti            | Comp               | Pres               | Reti               | Comp        | Pres        | Reti        | Pres   | Reti   |        |
| ------------------------ | ------------------------ | ------------------------ | ---------- | ---------- | --------------- | --------------- | --------------- | ------------------ | ------------------ | ------------------ | ----------- | ----------- | ----------- | ------ | ------ | ------ |
| 2021-2022                | Austria Vienna II        | 2.L                      | 11         | 0          | -               | -               | -               | -                  | -                  | -                  | -           | -           | -           | 11     | 0      |        |
| 2022-2023                | Austria Vienna II        | 2.L                      | 3          | 2          | -               | -               | -               | -                  | -                  | -                  | -           | -           | -           | 3      | 2      |        |
| Totale Austria Vienna II | Totale Austria Vienna II | Totale Austria Vienna II | 14         | 2          |                 | -               | -               |                    | -                  | -                  |             | -           | -           | 14     | 2      |        |
| feb.-giu. 2022           | Austria Vienna           | BL                       | 3          | 0          | CA              | 0               | 0               | UECL               | -                  | -                  | -           | -           | -           | 3      | 0      |        |
| 2022-2023                | Austria Vienna           | BL                       | 3          | 0          | CA              | 2               | 0               | UEL+UECL           | 1+3                | 0                  | -           | -           | -           | 9      | 0      |        |
| Totale Austria Vienna    | Totale Austria Vienna    | Totale Austria Vienna    | 6          | 0          |                 | 2               | 0               |                    | 4                  | 0                  |             | -           | -           | 12     | 0      |        |
| Totale carriera          | Totale carriera          | Totale carriera          | 20         | 2          |                 | 2               | 0               |                    | 4                  | 0                  |             | -           | -           | 26     | 2      |        |